# Euploea harmseni
Euploea harmseni är en fjärilsart som beskrevs av Van Eecke 1918. Euploea harmseni ingår i släktet Euploea och familjen praktfjärilar. Inga underarter finns listade i Catalogue of Life.